# Przywódca zorientowany na ludzi
Przywódca zorientowany na ludzi - W psychologii pracy przywódca, który preferuje demokratyczny styl kierowania. Lider zorientowany na ludzi (tak zwany lider demokratyczny) kieruje grupą dbając przede wszystkim o dobre samopoczucie członków grupy. Zwykle jest serdeczny, otwarty, ugodowy, okazuje zaufanie, tłumaczy swoje decyzje, zachęca ludzi do uczestniczenia w procesie decyzyjnym. Taki przywódca (w odróżnieniu od przywódcy autorytarnego) ma skłonność do dość pozytywnego oceniania najmniej pożądanego pracownika. ok. 66% pracowników pragnie być kierowanymi w ten sposób - jawi się on w opisach pracowników jako idealny.
Demokratyczny styl przewodzenia jest najbardziej skuteczny wtedy, gdy grupa posiada przeciętny poziom spójności. 
Gdy sytuacja bardzo nie sprzyja liderowi (grupa nie ma jasno określonych celów, lider nie jest akceptowany, a grupa jest nielojalna, gdy lider nie ma kar i sankcji, które mógłby zastosować) oraz gdy bardzo mu sprzyja (grupa ma precyzyjnie sformułowane cele...) najskuteczniejszy jest lider autokratyczny i autokratyczny styl kierowania grupą (orientacja na zadanie).